# Diguetia canities mulaiki
Diguetia canities mulaiki is een spinnensoort uit de familie Diguetidae. De soort komt voor in de Verenigde Staten.